# Classe Tang
La classe Tang est une classe de sous-marins de la marine des États-Unis, qui incorpore des technologies récupérées lors de la Seconde Guerre mondiale sur les sous-marins allemands Unterseeboot type XXI. La classe Tang sert ensuite de modèle pour la construction des sous-marins nucléaires de la classe Skate.

## Technologie
L'une des principales innovations de la classe Tang est une augmentation de la profondeur de 120 m à 210 m, obtenue avec de l'acier HY-42, permettant notamment de profiter des eaux plus profondes pour échapper aux sonars.
La 4 premiers sous-marins de la classe Tang sont, dans un premier temps, équipés de 3 moteurs diesel EMD 16-338 d'Electro-Motive Diesel et qui ont la particularité d'être compacts et légers. Mais rapidement les difficultés à assurer la maintenance de ce type de moteur poussent l'US Navy à les remplacer par des moteurs diesel Fairbanks Morse 38 8-1/8. Les nouveaux moteurs, plus imposants, sont installés en 1957 et 1958 et nécessitent d'allonger la longueur des 4 sous-marins. Les USS Gudgeon et USS Harder sont construits pour contenir dès leurs lancements des moteurs diesel Fairbanks Morse 38 8-1/8.

## Sous-marins de classe Tang
Les sous-marins de la classe Tang sont nommés d'après les noms de six sous-marins perdus lors de la Seconde Guerre mondiale.
| Nom                  | Chantier                  | Quille posée      | Lancement       | Service          | Sort                                                                            |
| -------------------- | ------------------------- | ----------------- | --------------- | ---------------- | ------------------------------------------------------------------------------- |
| USS Tang (SS-563)    | Portsmouth Naval Shipyard | 18 avril 1949     | 19 juin 1951    | 25 octobre 1951  | Transféré à la Turquie en 1987 (TCG Pirireis). Navire musée depuis 2004.        |
| USS Trigger (SS-564) | Electric Boat             | 24 février 1949   | 14 juin 1951    | 31 mars 1952     | Transféré à l'Italie en 1973 (Livio Piomarta S-515). Retiré du service en 1986. |
| USS Wahoo (SS-565)   | Portsmouth Naval Shipyard | 24 octobre 1949   | 16 octobre 1951 | 30 mai 1952      | Démoli en 1984.                                                                 |
| USS Trout (SS-566)   | Electric Boat             | 1er décembre 1949 | 21 août 1951    | 27 juin 1952     | Transféré à l'Iran en 1978, annulé en 1979. Démoli en 2008.                     |
| USS Gudgeon (SS-567) | Portsmouth Naval Shipyard | 20 mai 1950       | 11 juin 1952    | 21 novembre 1952 | Transféré à la Turquie en 1983 (TCG Hizirreis). Navire musée depuis 2004.       |
| USS Harder (SS-568)  | Electric Boat             | 30 juin 1950      | 3 décembre 1951 | 19 août 1952     | Transféré à l'Italie en 1974 (Romeo Romei S516). Démoli en 1988.                |

## Navire musée
Les 2 sous-marins cédés à la Turquie sont transformés, à la fin de leurs services, en navire musée. Le TCG Hizirreis (ex Gudgeon) est basé à Izmit et le TCG Pirireis (ex Tang) à Izmir.